# Hello (álbum de Joy)
Hello (en hangul, 안녕; romanización revisada, Annyeong) es el primer álbum en solitario de la cantante surcoreana Joy, miembro del grupo Red Velvet, que fue lanzado el 31 de mayo de 2021 por SM Entertainment y distribuido por Dreamus. Etiquetado como un álbum especial, el disco corresponde a un álbum de versiones de canciones populares en la década de los 90 y los 2000 en Asia y Corea del Sur. El álbum contiene seis canciones, incluyendo su sencillo principal, «Hello», que fue lanzado junto con el álbum, y el sencillo de prelanzamiento «Je T'aime».

## Antecedentes
El 12 de mayo de 2021, el portal de noticias Star News informó que Joy, miembro del grupo Red Velvet, lanzaría su primer álbum en solitario a fines de mayo. Una fuente de SM Entertainment aclaró a Newsen: “Joy se está preparando para lanzar un álbum remake. Pronto anunciaremos los planes detallados". Esto convertía a Joy en la segunda miembro de Red Velvet en lanzar un álbum en solitario después de Wendy, quien lanzó su primer EP titulado Like Water en abril de 2021.
El 17 de mayo se informó que el álbum contendría seis canciones que son versiones de éxitos lanzados entre las décadas de 1990 y 2000. El álbum sería lanzado en línea el 31 de mayo y un álbum físico se lanzará el 3 de junio.
Desde el 20 al 25 de mayo, SM Entertainment y Red Vevet publicó a través de sus redes sociales oficiales seis sets de vídeos teaser y fotografías, mostrando distintos conceptos asociados al álbum y sus distintas pistas.

## Composición y letras
El álbum contiene seis versiones de canciones clásicas de la década de los 90 y los 2000. Su sencillo principal, «Hello», es una canción de rock moderno de Park Hyekyung de 2003, con un mensaje esperanzador para olvidar los duros tiempos pasados y enfrentar los nuevos tiempos. «Je T'aime», su sencillo de prelanzamiento, es un elegante remake de jazz del 2001 de la cantante surcoreana Hey. «Day by Day» es una emotiva nueva versión de la balada R&B de medio tempo de la canción de 1999 del dúo femenino As One.
«If Only» es una reinterpretación de la canción original de 2002 de Sung Si Kyung, ahora con Joy cantanto junto a Paul Kim. «Happy Birthday to You» es una nueva versión acústica de la canción de 1999 del cantante Kwon Jin Won. Y finalmente «Be There for You» es una reinterpretación de la canción synth pop retro de Toy de 1996, que incluye, teclado, piano y sintetizador.

## Lista de canciones
| Lista de canciones de Hello | |                                           |                |                 |          |  |
| N.º                         | Título                                                                                              | Letras                                    | Música         | Arreglos        | Duración |  |
| 1.                          | «Hello» (안녕?, AnnyeongRR, lit. 'Hola'; orig. de Park Hye-kyung)                                   | Park Hye-kyung, Kang Hyun-min, Park Jiwon | Kang Hyun-min  | Kenzie          | 3:38     |  |
| 2.                          | «Je T'aime» (orig. de Hey)                                                                          | Lee Do-yeon                               | Yoo Jeong-yeon | Hwang Seong-je  | 4:21     |  |
| 3.                          | «Day by Day» (orig de As One)                                                                       | Yoon Sa-la                                | Shim Sang-won  | minGtion        | 4:10     |  |
| 4.                          | «If Only» (좋을텐데?, JoheultendeRR, lit. 'Eso estaría bien'; con Paul Kim; orig. de Sung Si Kyung) | Yoon Young-jun                            | Yoon Young-jun | 황현 (MonoTree) | 3:48     |  |
| 5.                          | «Happy Birthday to You» (orig. de Kwon Jin-won)                                                     | Yoo Ki-hwan                               | Kwon Jin-won   | Lundi Blues     | 2:54     |  |
| 6.                          | «Be There for You» (그럴때마다?, GeureolttaemadaRR, lit. 'Cada vez que eso sucede'; orig. de Toy)   | Yoo Hui-yeol                              | Yoo Hui-yeol   | Baek Mun-chi    | 3:56     |  |
| 22:49                       | |                                           |                |                 |          |  |

## Reconocimientos

### Listados
| Publicación      | Lista                  | Ranking  | Ref.  |
| ---------------- | ---------------------- | -------- | ----- |
| Beats Per Minute | Top 20 EPs of 2021     | Incluida | [ 8 ] |
| Genius Korea     | 2021 Year-End: Top EPs | 29.º     | [ 9 ] |

## Posicionamiento en listas
| Lista (2021)         | Mejor posición |
| -------------------- | -------------- |
| Corea del Sur (Gaon) | 4              |
| Japón (Oricon)       | 31             |

## Historial de lanzamiento
| País   | Fecha              | Formato                     | Discográfica     | Ref.  |
| ------ | ------------------ | --------------------------- | ---------------- | ----- |
| Varios | 31 de mayo de 2021 | Descarga digital, streaming | SM Entertainment | [ 1 ] |
| Varios | 3 de junio de 2021 | CD, casete                  | SM Entertainment | [ 1 ] |